# Delosperma ecklonis
Delosperma ecklonis es una especie de planta suculenta perteneciente a la familia de las aizoáceas. Es nativa de Sudáfrica.

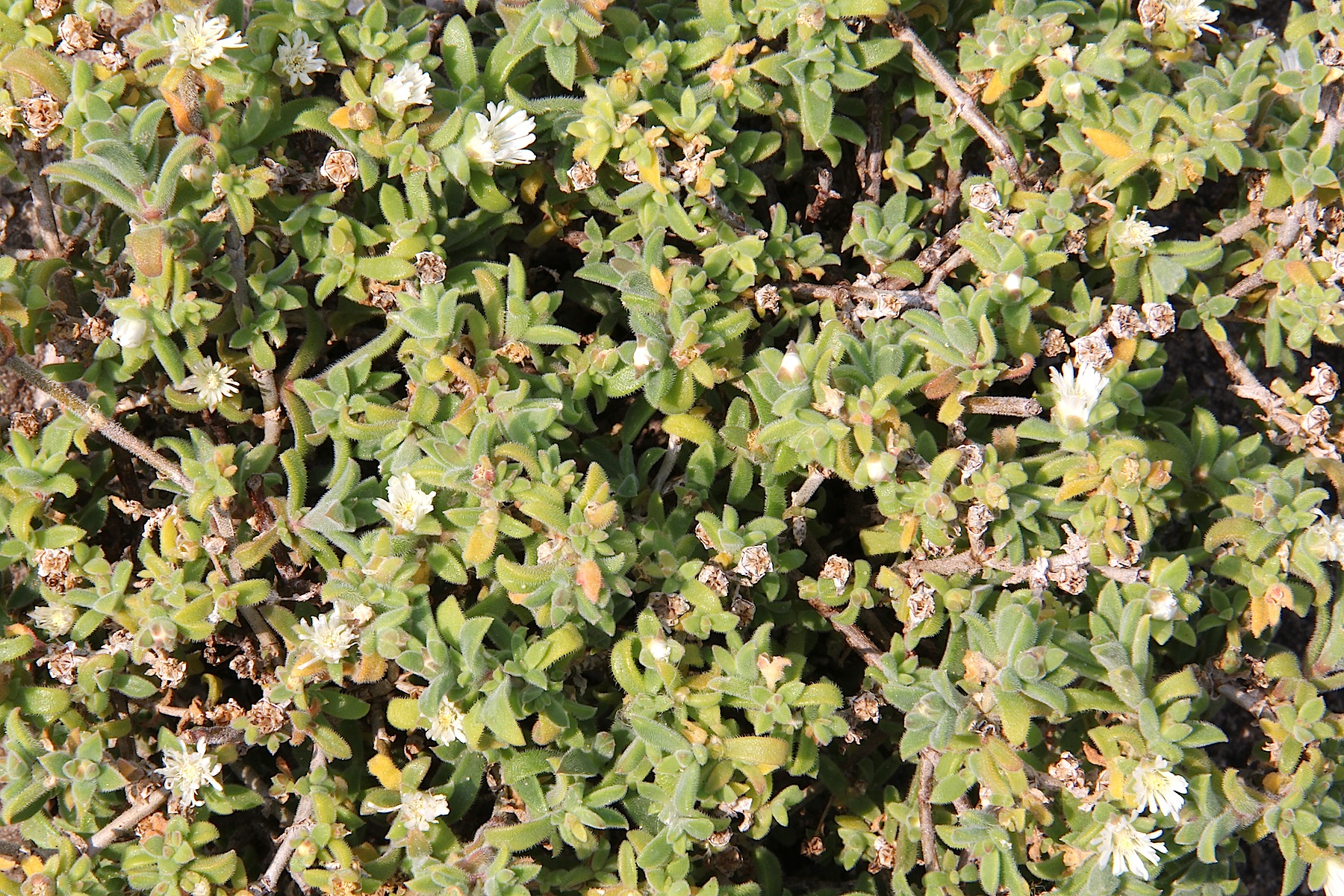
Vista de la planta

## Descripción
Es una  planta suculenta perennifolia que alcanza un tamaño de 25 cm de altura a una altitud de 50 - 850  metros en Sudáfrica.

## Taxonomía
Delosperma ecklonis fue descrita por (Salm-Dyck) Schwantes y publicado en Möller's Deutsche Gärtner-Zeitung 42: 258. 1927.
Etimología
Delosperma: nombre genérico que deriva de las palabras griegas: delos = "abierto" y sperma = "semilla"  donde hace referencia al hecho de que las semillas son visibles en las cápsulas abiertas.
ecklonis: epíteto otorgado en honor del botánico Christian Friedrich Ecklon.
Sinonimia
- Mesembryanthemum ecklonis Salm-Dyck (1854)
- Delosperma ecklonis var. latifolia L.Bolus[2]